# Sant Genís de Monells
Sant Genís de Monells és una obra del municipi de Cruïlles, Monells i Sant Sadurní de l'Heura (Baix Empordà) inclosa en l'Inventari del Patrimoni Arquitectònic de Catalunya.

## Descripció

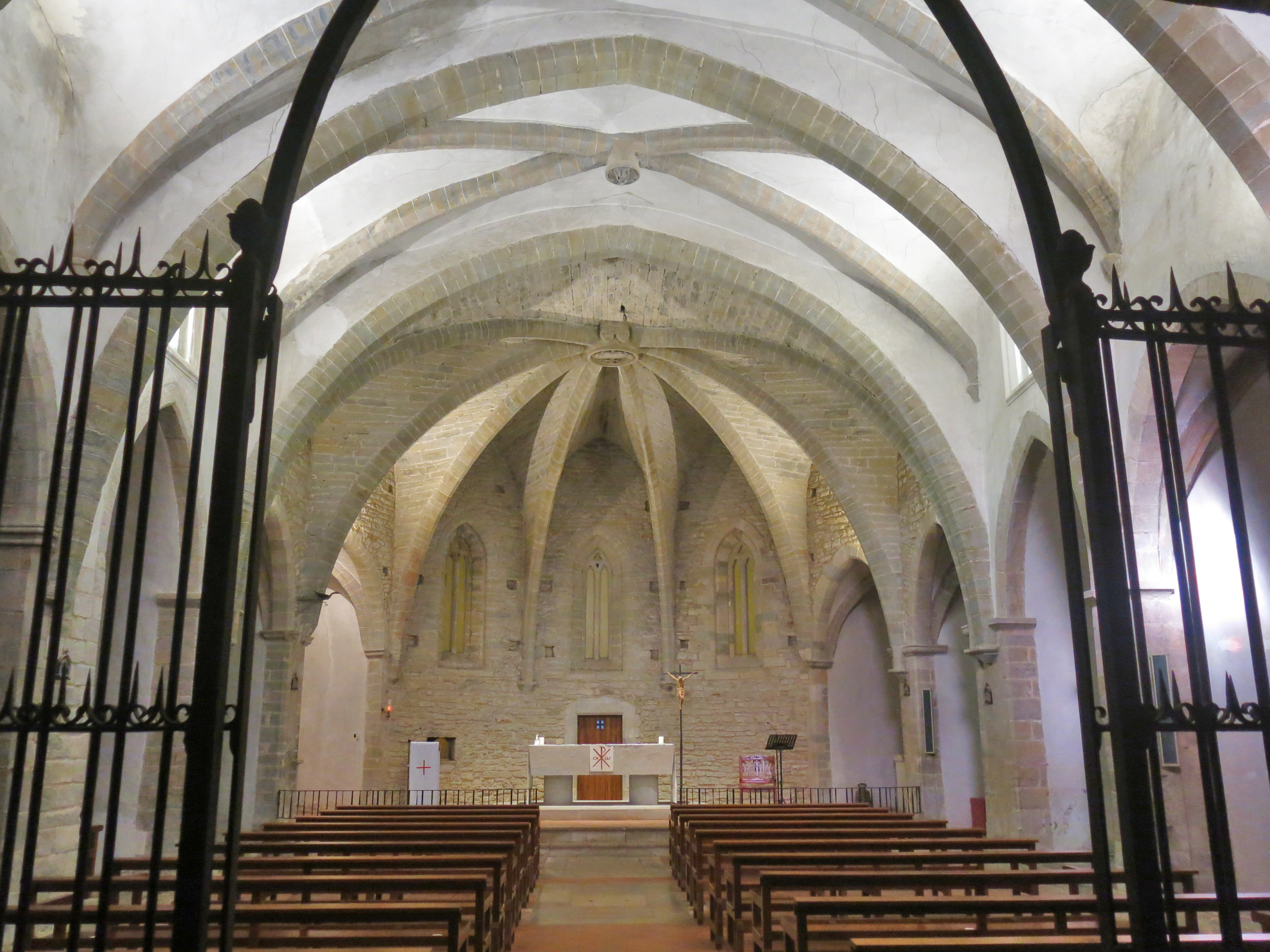
Interior de la nau

L'església parroquial de Sant Genís de Monells, està situada al barri de la Riera. És un edifici de grans dimensions, d'una nau amb capelles laterals capçalera poligonal i teulada a dues vessants. Té la façana dividida verticalment en tres cossos, al central dels quals hi ha la porta, de gran interès arquitectònic, on està situada la porta d'accés, d'inspiració clàssica; presenta una obertura d'arc escarser, entaulament i frontó circular, que apareix tallat i els costats laterals del qual s'avancen com si s'obrissin per mostrar la porta i la fornícula amb la imatge. Al centre e la façana hi ha un òcul amb motllures, on apareix inscrita en relleu la data del 1785. Un cap d'angelet separa aquest conjunt de l'òcul ovalat superior que té decoració en relleu. El coronament és sinuós, amb cornisa motllurada i boles de coronament. El campanar s'eleva en el cos esquerre de la façana; és de grans dimensions, de base quadrada i cos vuitavat, amb obertures d'arc de mig punt i la inscripció del 1788 a l'angle.

## Història
L'església de Monells apareix esmentada documentalment des del segle xi, en l'acta de dotació de la Canònica de Girona del 1019, tot i que l'edifici actual és el resultat de diverses etapes constructives: la nau i l'absis daten del segle XIV; se sap que la capçalera ja era feta l'any 1309, i que la nau és posterior, possiblement d'uns anys després. La capella del Roser és dels segles xvi-xvii i la resta segurament va ser bastida entre aquestes dates i el segle xviii. La façana és de la fi del segle xviii, segons indiquen les inscripcions del 1785 i 1788 a l'òcul i a la base del campanar, respectivament. L'any 1962 la Diputació de Girona va restaurar l'edifici. Durant les obres va aparèixer la lipsanoteca col·locada a l'altar el 1310 i que en l'actualitat es conserva al Museu de Girona.